# Реакція Ріда
Реа́кція Рі́да (англ. Reed reaction) — гомолітична реакція сульфохлорування алканів дією сульфур діоксиду й хлору, яка протікає в присутності пероксидів як ініціаторів або при опромінюванні (ультрафіолетом, 300—360 нм) як фотореакція. Найлегше реагують алкани, циклоалкани, в аралкільних сполуках взаємодіє лише бічний ланцюг; вторинні атоми C реагують важче за первинні, а третинні практично не взаємодіють.
RH + SO2 + Cl2 → RSO2Cl

Механізм реакції:
1. Спочатку молекула хлору розпадається на радикали, або від {\displaystyle {\ce {SO2}}} від'єднуються {\displaystyle {\ce {X{.}}}} та {\displaystyle {\ce {Cl{.}}}}.
2. Радикал {\displaystyle {\ce {X{.}}}} заміщує органічний радикал:      {\displaystyle {\ce {R{:}H +X{.}->H{:}X +R{.}}}}
3. Радикал приєднується до молекули {\displaystyle {\ce {SO2}}}, утворюючи новий радикал:    {\displaystyle {\ce {R{.}+SO2 ->R-S{.}O2}}}
4. Цей новий радикал взаємодіє з новою молекулою хлору або {\displaystyle {\ce {X-SO2-Cl}}}:
{\displaystyle {\ce {R-S{.}O2 +Cl2 ->R-SO2-Cl +Cl{.}}}}
{\displaystyle {\ce {R-S{.}O2 +X-SO2-Cl ->R-SO2-Cl +SO2 +X{.}}}}
5. Утворений радикал взаємодіє з новою молекулою, заміщуючи органічний радикал, і процес повторюється.